# Список судинних рослин України — геранієцвіті
Список місцевих рослин України з порядку геранієцвіті є продовженням Списку судинних рослин України. Геранієцвіті (Geraniales) в рідній флорі України представлені одною родиною — журавцеві (Geraniaceae).

### Місцеві геранієцвіті (Geraniales)
| №  | Вид                                                     | Розповсюдження в Україні | Джерело інформації | Родина                | Зображення |
| -- | ------------------------------------------------------- | --- | ------------------ | --------------------- | ---------- |
| 1  | Грабельки Бекетова Erodium beketowii Schmalh.           | На гранітних відслоненнях — у Приазов'ї (Донецька обл., по річках Кальміус та Кальчик). У ЧКУ має статус «рідкісний»                                                                                        | [ 2 ]              | Журавцеві Geraniaceae |            |
| 2  | Грабельки довгодзьобі Erodium ciconium (L.) L'Hér.      | На схилах, полях, у степах, засмічених і піщанистих місцях — у Причорноморських степах (Одеса, Миколаїв, Херсон, Присивашье), зрідка; в Криму (крім поясу букових лісів і яйли), досить звичайний           | …                  | …                     |            |
| 3  | Грабельки звичайні Erodium cicutarium (L.) L'Hér.       | На степах, кам'янистих схилах, оголеннях і як бур'ян по узбіччях доріг, городах, полях, садах, виноградниках — по всій території, звичайний                                                                 | …                  | …                     |            |
| 4  | Грабельки Геффта Erodium hoefftianum C.A.Mey.           | На піщаних місцях і гранітній жорстві — у степу, зрідка; переважно в приморській частині, на Південному узбережжі Криму                                                                                     | …                  | …                     |            |
| 5  | Грабельки мальвові Erodium malacoides (L.) L'Hér.       | На сухих схилах, серед чагарників, як бур'ян — у південному Криму (смт Сімеїз) | …                  | …                     |            |
| 6  | Грабельки руські Erodium ruthenicum M.Bieb.             | На піщаних і кам'янистих місцях — на півдні Лісостепу і в Степу | …                  | …                     |            |
| 7  | Журавець кримський Geranium asphodeloides Burm.f.       | У лісах, чагарниках, відкритих схилах — у гірському Криму, на ПБК, звичайно | [ 3 ]              | …                     |            |
| 8  | Журавець пагорбовий Geranium collinum Stephan ex Willd. | На заливних солонцюватих лугах, у вологих, переважно карбонатних, місцях, серед чагарників — на півдні Лісостепу і в Степу, зазвичай; в гірському Криму (гора Чорна)                                        | …                  | …                     |            |
| 9  | Журавець голубиний Geranium columbinum L.               | На полях, горбах, узбіччях, біля доріг і в засмічених місцях — в західній частині лісових районів і Лісостепу, зрідка; в Криму б. м. звичайний                                                              | …                  | …                     |            |
| 10 | Журавець розсічений Geranium dissectum L.               | У садах, на полях, узбіччях доріг, засмічених місцях, солонцюватих луках як адвентивна рослина — в зах. ч. лісових районів і Лісостепу рідко (м Біла Церква); в Криму (сх. ч.) і на ПБК зрідка              | …                  | …                     |            |
| 11 | Журавець лінійнолопатевий Geranium linearilobum DC.     | На степових схилах, узліссях, серед чагарників — у Степу, рідко; у передгір'ях Криму | …                  | …                     |            |
| 12 | Журавець м'який Geranium molle L.                       | По чагарниках, на бур'янах, полях, біля доріг як бур'ян — у лісових районах Лісостепу, б. ч. розсіяно; у Степу (ок. м. Дніпра, Запорізька обл. о. Хортиця), рідко; у гірському Криму та ПБК, б. м. звичайно | …                  | …                     |            |
| 13 | Журавець темний Geranium phaeum L.                      | У широколистяних світлих лісах, на узліссях, серед чагарників — на Правобережжі, в Карпатах і західному Лісостепу, звичайно; в інших районах, зрідка                                                        | …                  | …                     |            |
| 14 | Журавець дрібний Geranium pusillum L.                   | На полях, в степах, біля доріг і в чагарниках як бур'ян — на всій території | …                  | …                     |            |
| 15 | Журавець піренейський Geranium pyrenaicum Burm.f.       | У лісах, на узліссях, у чагарниках та інших тінистих місцях — на всій території, але найчастіше на заході і в гірському Криму                                                                               | …                  | …                     |            |
| 16 | Журавець кривавий Geranium sanguineum L.                | У лісах, гаях, серед чагарників – у лісових районах Лісостепу, а також у гірському Криму, б. м. звичайно; у Степу, зрідка                                                                                   | …                  | …                     |            |
| 17 | Журавець сибірський Geranium sibiricum L.               | У бур'янистих місцях, на узліссях — на Поліссі і в західному Лісостепу, спорадично | …                  | …                     |            |
| 18 | Журавець бульбистий Geranium tuberosum L.               | На сухих місцях, у степах, на схилах та полях — у Криму, передусім Степовому | …                  | …                     |            |
| 19 | Журавець чеський Geranium bohemicum L.                  | У лісах, гаях, між чагарниками, особливо на вирубках, як бур'ян — на західному та правобережному Поліссі, в Лісостепу, горах Криму, спорадично                                                              | [ 4 ]              | …                     |            |
| 20 | Журавець розлогий Geranium divaricatum Ehrh.            | У лісах, по чагарниках, на кам'янистих і гранітних скелях — майже на всій території | …                  | …                     |            |
| 21 | Журавець блискучий Geranium lucidum L.                  | У лісах, особливо на кам'янистих затінених місцях — у Криму, нерідко; вказується для Полісся та Лісостепу                                                                                                   | …                  | …                     |            |
| 22 | Журавець пурпуровий Geranium purpureum Vill.            | На відкритих скелястих та піщаних місцях – у Криму, б. м. звичайно | …                  | …                     |            |
| 23 | Журавець смердючий Geranium robertianum L.              | На кам'янистих місцях, по скелях, у тінистих лісах, по чагарниках — на всій території (у Степу рідко) | …                  | …                     |            |
| 24 | Журавець круглолистий Geranium rotundifolium L.         | У садах, на полях, вздовж доріг, біля будинків, як бур'ян — у Розточчі-Опіллі (м. Львів), 3. Лісостепу (Тернопільська обл., м. Збараж, м. Скалат), Правобережному Степу (м. Одеса), Криму                   | …                  | …                     |            |
| 25 | Geranium macrostylum Boiss.                             | У гірському Криму (гори Ай-Петрі, Бедеке-Кир) | [ 5 ]              | …                     |            |
| 26 | Журавець болотяний Geranium palustre L.                 | У західних лісових районах (переважно по долинах річок), на Поліссі і в північній частині Лісо-степу, рідше в південних районах                                                                             | …                  | …                     |            |
| 27 | Журавець лучний Geranium pratense L.                    | На лісових узліссях і луках, у світлих лісах, серед чагарників — у всіх лісових районах і Лісостепу, звичайний                                                                                              | [ 2 ]              | …                     |            |
| 28 | Журавець лісовий Geranium sylvaticum L.                 | У лісах і луках — в лісових районах, зазвичай; у пн. частині лісостепу, зрідка | …                  | …                     |            |